# Marcia di Sherman verso il mare
La cosiddetta “marcia di Sherman verso il mare” è il nome al quale comunemente si associa la Campagna di Savannah, condotta verso la fine del 1864 dal maggior generale dell'Unione William Tecumseh Sherman, nel quadro del Teatro Occidentale della guerra di secessione americana. La campagna ebbe inizio il 15 novembre 1864, quando le truppe del generale Sherman abbandonarono, dopo averla conquistata, la città di Atlanta (Georgia), e terminò il 22 dicembre dello stesso anno, con la conquista del porto di Savannah.

## Scenario e ordini per la marcia
La marcia di Sherman verso il mare faceva seguito alla vittoriosa Campagna di Atlanta che si era sviluppata da maggio a settembre del 1864. Sherman e il comandante in capo dell'esercito dell'Unione, Ulysses S. Grant, erano convinti che la guerra civile sarebbe potuta finire solamente se la capacità strategica, economica e psicologica nel condurre la guerra dei Confederati, fosse stata decisamente distrutta.
Sherman pertanto applicò il principio della terra bruciata, ordinando alle sue truppe di bruciare i raccolti, uccidere il bestiame, consumare i rifornimenti e distruggere le infrastrutture civili lungo il loro percorso. La recente rielezione del Presidente Abraham Lincoln metteva al riparo Sherman da pressioni politiche tese ad evitare una tale guerra totale.
Il secondo obiettivo della Campagna era più tradizionale. Le Armate di Grant in Virginia continuavano ad essere in una impasse contro l'armata di Robert Edward Lee, assediate a Petersburg in Virginia. Muovendosi alle spalle di Lee, Sherman aveva la possibilità di incrementare la pressione sul generale Confederato, dando così l'opportunità a Grant di eliminare, o quanto meno, limitare notevolmente i rifornimenti che provenivano dal Sud attraverso la Virginia.
La Campagna fu programmata sulla falsariga dei successi ottenuti nella Campagna di Vicksburg, nella quale l'esercito di Sherman aveva ridotto la necessità di usufruire delle tradizionali linee di rifornimento, con il vivere della terra, dopo 20 giorni durante i quali erano state consumate le normali razioni di viveri. Sherman avrebbe provveduto al cibo per l'Armata prelevandolo dalle fattorie locali, mentre i suoi uomini distruggevano le linee ferroviarie e tutte le infrastrutture agricole dello Stato.

## Le forze in campo
Sherman, che comandava la Divisione militare del Mississippi, non utilizzò l'intero gruppo di armate nella Campagna. Il tenente generale Confederato John Bell Hood stava minacciando a Chattanooga le linee di rifornimento dell'Unione, e Sherman distaccò due Corpi d'armata, al comando del maggior generale George H. Thomas, per occuparsi di Hood nella Campagna di Franklin-Nashville. Per la Campagna di Savannah, a Sherman rimasero circa 62000 uomini (55000 nella fanteria, 5000 nella cavalleria e 2000 artiglieri equipaggiati con 64 cannoni) che divise in due colonne per la marcia:
- L'ala destra era formata dall'Armata del Tennessee, comandata dal maggior generale Oliver O. Howard, che consisteva in due Corpi d'armata:
  - Il XV Corpo d'armata, comandato dal maggior generale Peter J. Osterhaus, con le divisioni dei generali di brigata Charles R. Woods, William B. Hazen, John E. Smith, e John M. Corse.
  - Il XVII Corpo d'armata, comandato dal maggior generale Frank Blair Jr., con le divisioni del maggior generale Joseph Anthony Mower e dei generali di brigata Mortimer Dormer Leggett e Giles Alexander Smith.
- L'ala sinistra era formata dall'Armata della Georgia, comandata dal maggior generale Henry Warner Slocum, anche lei composta da due Corpi d'armata:
  - Il XIV Corpo d'armata, comandato dal generale di brigata Jefferson Columbus Davis, con le divisioni dei generali di brigata William P. Carlin, James D. Morgan, e Absalom Baird.
  - Il XX Corpo d'armata, comandato dal generale di brigata Alpheus S. Williams, con le divisioni dei generali di brigata Nathaniel J. Jackson, John W. Geary, e William T. Ward.
- Una divisione di cavalleria, comandata dal generale di brigata Judson Kilpatrick, operava in supporto alle due ali.

L'opposizione Confederata dei Dipartimenti della Carolina del Sud, Georgia, e Florida, al comando del tenente generale William Joseph Hardee, era molto più scarsa. Hood aveva perso il grosso del suo esercito in Georgia, e gli rimanevano circa 13000 uomini attestati alla stazione di Lovejoy, a sud di Atlanta. La milizia della Georgia, comandata dal maggior generale Gustavus W. Smith, poteva contare su circa 3000 uomini (molti dei quali, però, erano giovani ragazzi); il Corpo d'armata di cavalleria del maggior generale Joseph Wheeler, rinforzato da una brigata al comando del generale di brigata William H. Jackson, era formato da circa 10000 unità.

## La marcia

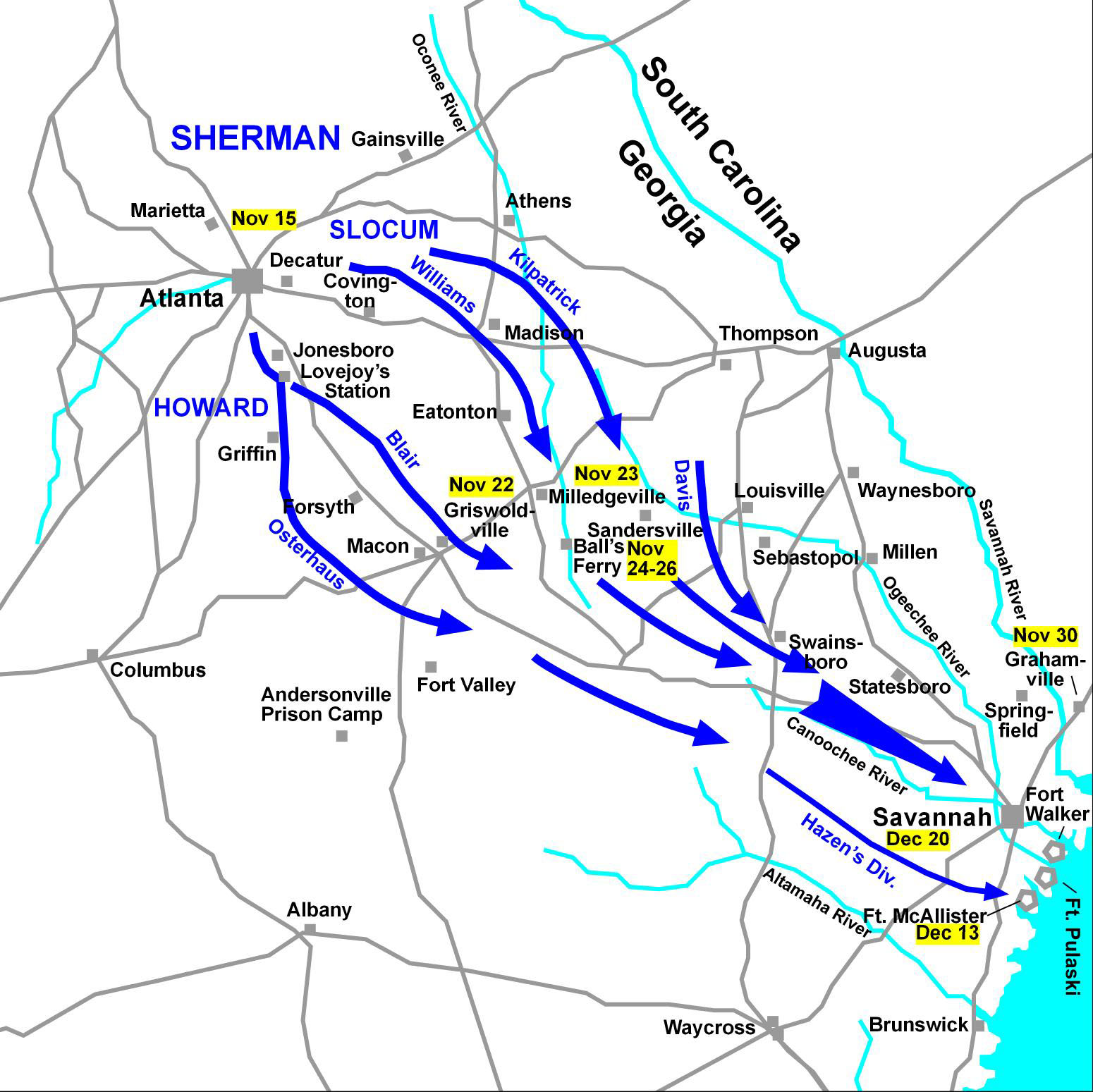
La Marcia verso il mare di Sherman

La marcia iniziò il 15 novembre 1864. La scorta personale di Sherman durante la marcia fu il I reggimento cavalleria "Alabama", un'unità costituita interamente da Sudisti rimasti sempre fedeli all'Unione. Le due ali dell'Armata tentavano di confondere e ingannare il nemico per non fargli capire la reale destinazione finale. L'ala di Howard, con in testa la cavalleria di Kilpatrick, marciò verso sud, lungo la ferrovia, con lo scopo di costringere i Confederati che si erano asserragliati alla stazione di Lovejoy, a ritirarsi verso Macon. Alla stazione di Lovejoy la cavalleria catturò due cannoni Confederati ed altri due alla stazione di Bear Creek, facendo anche circa 50 prigionieri. La fanteria di Howard marciò da Jonesboro a Gordon, a sudest della capitale dello Stato, Milledgeville. L'ala di Slocum, accompagnata da Sherman, si mosse verso est, a 70 miglia dalla linea ferroviaria che passava per Macon. Distrussero il ponte sul fiume Oconee e si diressero verso sud. L'inganno di Sherman funzionò molto bene, non facendo intuire ai Confederati le sue mosse, e cioè se egli avesse intenzione di marciare verso Macon, Augusta, o Savannah.
Finalmente Hardee si rese conto che l'obiettivo principale di Sherman era Savannah e ordinò alla cavalleria comandata da Wheeler di aggirare i fianchi delle linee federali, mentre gli uomini comandati da Smith si sarebbero mossi di fretta verso est per proteggere il porto marittimo della città.
Il primo scontro tra i due eserciti coinvolse l'ala destra di Howard, il 22 novembre, nella battaglia di Griswoldville. La cavalleria di Wheeler si scontrò con quella di Kilpatrick costringendola a ripiegare. La brigata di fanteria del generale Charles C. Walcutt arrivò in soccorso e la milizia della Georgia lanciò per molte ore attacchi mal coordinati e fu costretta, alla fine, ad indietreggiare, dopo aver subito numerose perdite.
Seguirono un numero di piccole azioni. Wheeler si scontrò con la fanteria, il 24 e 25 novembre, in un'azione di retroguardia vicino a Ball's Ferry. Mentre l'ala di Howard era impegnata vicino a Ball's Bluff, il I reggimento di cavalleria "Alabama" si scontrava con le pattuglie Confederate. Durante la notte i genieri dell'Unione costruirono un ponte sul fiume Oconee, attraverso il quale 200 soldati dell'Unione aggirarono il fianco dei Confederati. Il 25 e 26 novembre, a Sandersville, Wheeler si scontrò con l'avanguardia di Slocum. Kilpatrick aveva ricevuto l'ordine di distruggere il ponte ferroviario a Brier Creek e liberare i prigionieri di guerra a Camp Lawton vicino Millen. Kilpatrick sgusciò nella linea difensiva che Wheeler aveva disposto vicino Brier Creek ma, nella notte del 26 novembre, Wheeler attaccò e costrinse l'VIII cavalleria "Indiana" e il II cavalleria "Kentucky" a retrocedere dalla loro zona a Sylvan Grove. Kilpatrick dovette abbandonare il suo piano di distruggere il ponte ferroviario, e venne anche a sapere che i prigionieri erano stati spostati da Camp Lawton, e così decise di riunire la divisione di cavalleria a Louisville (Georgia). Il 28 novembre, nella battaglia di Buck Head Creek, Kilpatrick fu sorpreso e quasi catturato, ma il V reggimento di fanteria "Ohio" arrestò l'avanzata di Wheeler. Il 4 dicembre la cavalleria di Kilpatrick sconfisse quella di Wheeler nella battaglia di Waynesboro.
Molte altre truppe dell'Unione presero parte alla Campagna provenendo dai più svariati luoghi. Da Hilton Head il maggior generale John G. Foster inviò 5500 uomini e 10 cannoni, al comando del generale di brigata John P. Hatch, volendo favorire l'arrivo di Sherman vicino Savannah proteggendo la linea ferroviaria di Charleston. Il 30 novembre, nella battaglia di Honey Hill, Hatch combatté una dura battaglia contro 1400 militari della Georgia di G.W. Smith, tre miglia a sud della stazione di Grahamville nella Carolina del Sud. La milizia di Smith resistette all'attacco Unionista e Hatch fu costretto a ritirarsi subendo molte perdite.
Il 10 dicembre i Corpi d'armata di Sherman raggiunsero la periferia di Savannah, ma scoprirono che Hardee aveva trincerato 10000 uomini in ottima posizione e che i suoi soldati avevano inondato i campi di riso circostanti, lasciando solamente dei piccoli passaggi per arrivare alla città. Sherman si trovò bloccato e non poteva unirsi alla flotta dell'Unione, come aveva programmato, e così inviò la cavalleria che presidiava il fiume Ogeechee, a Fort McAllister, nella speranza di sbloccare questa via ed ottenere i rifornimenti immagazzinati sulle navi. Il 13 dicembre, la divisione di William B. Havens del Corpo d'armata di Howard sferrò un duro attacco al forte nella battaglia di Fort McAllister, conquistandolo in meno di 15 minuti. Alcune delle 134 perdite dell'Unione furono causate da "mine di terra", che erano usate assai raramente nella guerra.
Ora che Sherman era riuscito a collegarsi alla flotta navale comandata dall'ammiraglio John A. Dahlgren, era in grado di ricevere rifornimenti e munizioni per l'artiglieria, che gli servivano per sferrare l'attacco a Savannah. Il 17 dicembre inviò un messaggio a Hardee chiedendo la resa di tutti gli uomini presenti a Savannah, ma Hardee decise di non arrendersi e di fuggire. Il 20 dicembre egli condusse i suoi uomini oltre il fiume Savannah. La divisione del generale di brigata Geary del XX Corpo d'armata Unionista occupò la città il giorno dopo.

## Conseguenze
Sherman telegrafò al presidente Lincoln: "Le voglio donare, come regalo di Natale, la città di Savannah con 150 cannoni, una gran quantità di munizioni insieme a 25000 balle di cotone".
Da Savannah, in primavera, Sherman avrebbe marciato verso il nord attraverso gli stati della Carolina, nell'intento di completare il suo movimento aggirante e riunire le sue armate con quelle di Grant contro Robert E. Lee. Dopo due mesi ulteriori di campagna bellica, il generale Joseph Eggleston Johnston, il 25 aprile 1865, si arrese a Sherman nella Carolina del Nord.
La marcia verso il mare è considerata, da molti storici, una dimostrazione superba della strategia militare di Sherman, e il suo impegno nel distruggere la capacità dei Confederati di intraprendere un'ulteriore guerra ha sicuramente accelerato di molto la conclusione del conflitto.